# Tirista
Tirista é um gênero de traça pertencente à família Brachodidae.